# Sątopy (województwo wielkopolskie)
Sątopy (pol. hist. „Sątop”) – wieś w Polsce położona w województwie wielkopolskim, w powiecie nowotomyskim, w gminie Nowy Tomyśl.

## Nazwa
Duża wieś o zwartej zabudowie. Pierwsze wzmianki o tutejszej wsi pochodzą z roku 1508. Nazwa wywodzi się od staropolskiego słowa sątop inaczej miejsce spływu.
Miejscowość pierwotnie związana była z Wielkopolską. Istnieje co najmniej od początku XVI wieku. Wymieniona w łacińskim dokumencie z 1508 jako „Sathop”, 1510 „Satopya”, 1538 „Serthop”, 1545 „Schąthopi”, 1545 „Santop”, 1563 „Ząnthop”, 1571 „Santoph”, 1571 „Szątopia, Szątopy, Sząthopia”, 1577 „Sąntop”.

## Historia
Wieś w XVI wieku była wsią szlachecką leżącą w dobrach lwóweckich i należącą do lokalnej szlachty wielkopolskiej z rodu Ostrorogów Lwowskich herbu Nałęcz, a później do Opalińskich herbu Łodzia. W 1508 leżała w powiecie poznańskim Korony Królestwa Polskiego w parafii Wytomyśl.
Miejscowość odnotowano również w historycznych rejestrach poborowych. W 1508 miał miejsce pobór we wsi od 8 łanów oraz 6 groszy od karczmy. W 1509 pobrano podatki od 8 łanów, jednego łana sołtysa oraz 3 grosze od karczmy. W 1510 Sątopy nie zapłaciy poboru ponieważ według zeznań panów z Lwówka, grad zniszczył zboża. W 1510 we wsi było 7 łanów, jeden łan sołtysi, dwie karczmy oraz dwóch zagrodników pracujących dla dziedzica i jeden zagrodnik sołtysa. W 1563 pobrano podatki od 7 łanów, jednego łana sołtysiego oraz od karczmy dorocznej. W 1577 miał miejsce pobór z Sątop, który zapłacił Marcin Lwowski. W 1580 również on odnotowany został jako płatnik podatków ze wsi. Zapłacił wówczas pobór od 9 półłanków, zagrodnika, komornika, 4 półłanków opuszczonych, jednego łana sołeckiego oraz od karczmy dorocznej.
W latach 1538–1570 Sątopy wymieniane były w działach dóbr należących do Ostrorogów z Lwówka. W 1571 podzielili pomiędzy siebie bory i lasy, które należały do dóbr Lwówek oraz Trzciel, a w tym m.in. lasy i bory Starego Tomyśla oraz Sątop. W latach 1577–1590 właścicielem we wsi był kasztelan kamieński Marcin z Ostroroga Lwowski. W 1584 sprzedał on kasztelanowi rogozińskiemu Janowi Opalińskiemu z Bnina wieś Sątopy wraz z młynem zwanym „Węgielny” na 3 lata z zastrzeżeniem prawa wykupu za 5000 złotych polskich. W 1589 Marcin z Ostroroga wziął w dzierżawę wieś Sątopy od Jana Opalińskiego. W 1590 tzobowiązał się zapisać swojej przyszłej żonie Gertrudzie Opalińskiej po 7000 złotych polskich posagu oraz wiana na połowie swoich dóbr lwóweckich, a w tym m.in. na całej wsi Sątopy co wypełnił w 1590.
W 1612 syn kasztelana kamieńskiego Marcina Jerzy Ostroróg zmarł bezpotomnie w 1623 jako ostatni potomek z linii Ostrorogów Lwowskich. Zapisał on oprawę wdowią na dobrach Lwówek, w tym na wsi Sątopy, swojej żonie Zofii córce wojewody poznańskiego Jana Ostroroga. W 1626 Zofia sprzedała ją wojewodzie kaliskiemu Janowi Opalińskiemu.
W 1736 r. ówczesny właściciel wsi Ludwik Szołdrski dokonał parcelacji swojego majątku i sprzedał działki osadnikom olęderskim. Polscy mieszkańcy zostali przesiedleni do innych jego wsi.
Do czasu rozbiorów leżała w Rzeczypospolitej Obojga Narodów. Wskutek II rozbioru Polski w 1793, miejscowość przeszła pod władanie Prus i jak cała Wielkopolska znalazła się w zaborze pruskim. W okresie Wielkiego Księstwa Poznańskiego (1815-1848) miejscowość wzmiankowana jako Sontop należała do wsi większych w ówczesnym powiecie bukowskim, który dzielił się na cztery okręgi (bukowski, grodziski, lutomyślski oraz lwowkowski). Sontop należał do okręgu lutomyślskiego i stanowił część rozległego majątku Tomyśl stary, którego właścicielem był wówczas Hangsdorf. W skład majątku Tomyśl stary wchodziło łącznie 13 wsi. Według spisu urzędowego z 1837 roku Sontop liczył 592 mieszkańców i 89 dymów (domostw).
Gospodarstwa w centralnej części wsi rozłożone są w formie owalnicy wzdłuż ulicy Szkolnej i Kościelnej. Wśród starej zabudowy wsi zachowały się liczne stare chałupy z 2 poł. XIX. Niektóre z nich są ustawione starym zwyczajem szczytem do ulicy. W centrum wsi wznosi się kościół św. Andrzeja Boboli zbudowany w 1908 r. Od roku 1945 jest świątynią katolicką, a od 1976 jest siedzibą parafii. Od południa ma wieżę wtopioną w bryłę kościoła, a wewnątrz typowe dla świątyń ewangelickich balkony drewniane. Budynek szkoły został wzniesiony w roku 1905.
W czasie spisu powszechnego w 1921 r. naliczono we wsi 114 budynków mieszkalnych, w których zamieszkiwały 624 osoby. 564 z nich podało narodowość niemiecką, a 60 polską.
W latach 1975–1998 miejscowość położona była w województwie poznańskim.